# Zingiber flavomaculosum
Zingiber flavomaculosum är en enhjärtbladig växtart som beskrevs av Shao Quan Tong. Zingiber flavomaculosum ingår i släktet Zingiber och familjen Zingiberaceae. Inga underarter finns listade i Catalogue of Life.